# Vogel-Azurjungfer
Die Vogel-Azurjungfer (Coenagrion ornatum) ist eine Libellenart aus der Familie der Schlanklibellen (Coenagrionidae). Diese gehören zu den Kleinlibellen (Zygoptera).

## Merkmale
Die Vogel-Azurjungfer hat eine Körperlänge von bis zu 31 Millimetern und eine Spannweite von bis zu 48 Millimetern. Wie alle Azurjungfern ist sie kontrastreich schwarz-blau gefärbt, wirkt aber in beiden Geschlechtern und besonders bei den Weibchen etwas robuster als viele andere Arten. Namensgebend ist die schwarze Zeichnung auf dem zweiten Hinterleibssegment der Männchen, die manchmal wohl an einen Vogel mit aufgerichteten Schwingen erinnern soll. Die Weibchen sind dunkler als die Männchen, da der schwarze Anteil ihrer Zeichnung ausgeprägter ist. Die blaue Grundfärbung geht bei ihnen oft ins Grünliche über.
Die Fledermaus-Azurjungfer (Coenagrion pulchellum) hat eine sehr ähnliche Zeichnung. Die beiden Arten lassen sich anhand der Antehumeralstreifen unterscheiden, die bei der Vogel-Azurjungfer durchgängig, bei der Fledermaus-Azurjungfer aber durchbrochen sind. Ansonsten ähneln die Männchen von Coenagrion ornatum sehr der Helm-Azurjungfer (Coenagrion mercuriale), sind aber kräftiger als diese gebaut.

## Verbreitung
Coenagrion ornatum gehört in Mitteleuropa zur ostmediterranen Refugialfauna mit nur noch wenigen zersplitterten Vorkommen in sommerwarmen Regionen. In Österreich und in der Schweiz gilt sie als ausgestorben. In Deutschland gibt es bestätigte Nachweise der dort „vom Aussterben bedrohten“ Art nur zerstreut in einigen Bundesländern; ein Schwerpunkt liegt dabei u. a. in Bayern (außerdem: Sachsen-Anhalt, Thüringen, Sachsen, Baden-Württemberg, Rheinland-Pfalz, Nordrhein-Westfalen, Niedersachsen, Brandenburg). Ihre nördliche Verbreitungsgrenze bilden Vorkommen im Wendland und Nordwest-Brandenburg sowie im nördlichen Polen. In Ost- und Südosteuropa (Belarus, Ukraine, Balkanhalbinsel, Nordgriechenland und Türkei) ist die Art weit verbreitet, allerdings offenbar nirgends häufig.

## Lebensraum und Lebensweise
Die Vogel-Azurjungfer lebt bevorzugt an kleinen, kalkhaltigen, besonnten und submers reich verkrauteten Fließgewässern (etwa: Wiesengräben), deren Ufer beispielsweise mit Berle (Berula erecta) bewachsen sind.
Die Flugzeit dauert von Anfang Mai bis Mitte August, in Deutschland nur von Ende Mai bis Anfang August.